# Iryna Cilyk
Iryna Andriïvna Cilyk (in ucraino Ірина Андріївна Цілик?; Kiev, 21 luglio 1982) è una regista, sceneggiatrice e scrittrice ucraina.

## Biografia
È anche autrice di libri di prosa, poesia e letteratura per l'infanzia: i suoi libri sono stati presentati alla Fiera del libro di Lipsia e alla Fiera del libro di Francoforte.
Nel 2020 il suo film documentario sulla quotidianità dei civili nella guerra del Donbass, The Earth Is Blue as an Orange, è stato presentato a numerosi festival cinematografici, tra cui il Festival di Berlino e al Sundance Film Festival, dove ha vinto il premio per la miglior regia nella sezione World Cinema Documentary. L'anno seguente, è stato incluso al 34º posto nella lista dei 100 migliori film nella storia del cinema ucraino secondo il Centro Nazionale Oleksandr Dovženko: si tratta del film più recente nella lista.
Nel novembre 2020, ha rifiutato l'onorificenza di Artista onorato della repubblica ucraina conferitagli dal Presidente Volodymyr Zelens'kyj in segno di protesta verso il trattamento dei lavoratori dello spettacolo da parte del governo Šmyhal': con lei il regista Valentyn Vasjanovyč.
Nel 2022 fa parte della giuria che assegna L'Œil d'or al miglior documentario del 75º Festival di Cannes, dov'è anche in concorso nella sezione Un Certain Regard col film Bačennja metelyka, da lei sceneggiato.

## Filmografia

### Regista e sceneggiatrice
- Blue Hour – cortometraggio (2008)
- Pomyn – cortometraggio (2013)
- Home – cortometraggio (2016)
- Invisible Battalion – documentario (2017)
- The Earth Is Blue as an Orange – documentario (2020)
- Rock. Paper. Grenade – film di finzione (2022)

### Solo sceneggiatrice
- Bačennja metelyka, regia di Maksym Nakonečnyj (2021)

## Riconoscimenti
- Sundance Film Festival
  - 2020 – Miglior regia: World Cinema Documentary per The Earth Is Blue as an Orange
  - 2020 – In concorso per il Premio della giuria: World Cinema Documentary per The Earth Is Blue as an Orange
- Biografilm Festival
  - 2020 – Miglior film d'esordio per The Earth Is Blue as an Orange
- Giffoni
  - 2023 – Premi C.G.S. Percorsi Creativi ai film delle categorie “Generator +16” per Rock. Paper. Grenade

## Libri selezionati
- "Ghiaccio sottile" (poesie), 2025
- "La profondità di campo" (poesie), 2016
- "Tracce rosse su nero" (prosa), 2015

e altri libri (prosa, poesia, libri per bambini)